# Liste der Baudenkmäler in Leiblfing

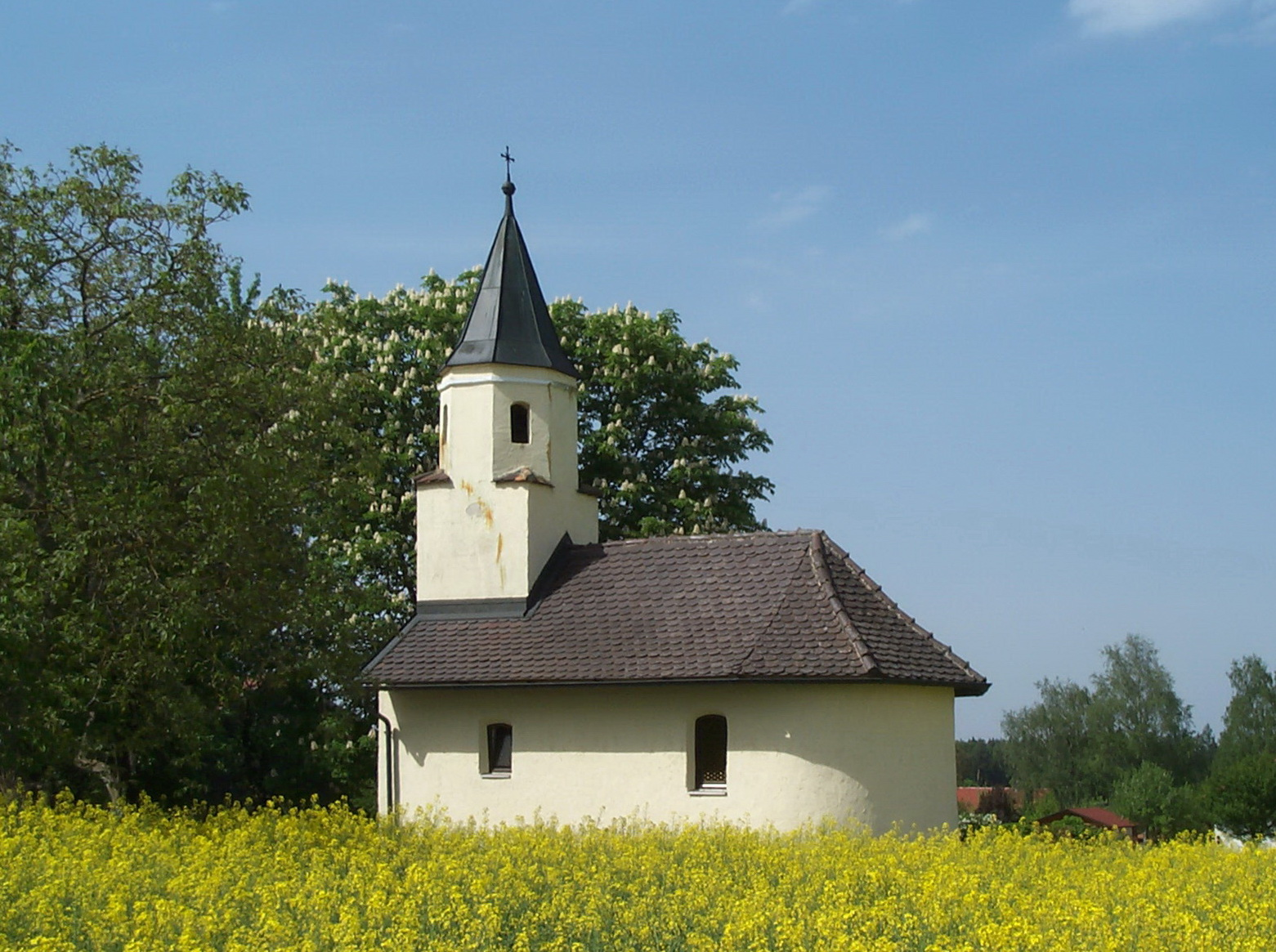
Haidersberg, Kapelle

Auf dieser Seite sind die Baudenkmäler in der niederbayerischen Gemeinde Leiblfing zusammengestellt. Diese Tabelle ist eine Teilliste der Liste der Baudenkmäler in Bayern. Grundlage ist die Bayerische Denkmalliste, die auf Basis des Bayerischen Denkmalschutzgesetzes vom 1. Oktober 1973 erstmals erstellt wurde und seither durch das Bayerische Landesamt für Denkmalpflege geführt wird. Die folgenden Angaben ersetzen nicht die rechtsverbindliche Auskunft der Denkmalschutzbehörde.

## Baudenkmäler nach Ortsteilen

### Leiblfing
| Lage                             | Objekt                                               | Beschreibung | Akten-Nr.    | Bild                    |
| -------------------------------- | ---------------------------------------------------- | --- | ------------ | ----------------------- |
| Landshuter Straße 4 (Standort)   | Stattlicher Dreiseithof                              | Zweite Hälfte 19. Jahrhundert, Wohnhaus mit Stichbogenfenstern, Steilsatteldach und Gurtgesims                                              | D-2-78-146-1 | Stattlicher Dreiseithof |
| Landshuter Straße 4 (Standort)   | Stall des Dreiseithofes                              | Stall mit böhmischen Gewölben auf Granitsäulen, Stall- und Remisengebäude mit Stichbogenfenstern und -türen                                 | D-2-78-146-1 | Stall des Dreiseithofes |
| Landshuter Straße 4 (Standort)   | Taubenkobel                                          | In der Hofmitte Taubenkobel mit vier Giebeln auf zwei Säulen, laut Tafel renoviert 1986                                                     | D-2-78-146-1 | Taubenkobel             |
| Straubinger Straße 11 (Standort) | Turm der katholischen Pfarrkirche Mariae Himmelfahrt | Im Kern spätes 17. Jahrhundert, 1847 zur heutigen Gestalt überformt (Langhaus und Chor 1959 neu erbaut); Teile der historischen Ausstattung | D-2-78-146-2 | weitere Bilder          |

### Eschlbach
| Lage                    | Objekt                                | Beschreibung | Akten-Nr.    | Bild           |
| ----------------------- | ------------------------------------- | --- | ------------ | -------------- |
| Eschlbach 6 (Standort)  | Bauernhaus                            | Obergeschoss-Blockbau mit Baluster Trauf- und Giebelschroten und Hochlaube, Anfang 19. Jahrhundert, Dach später. | D-2-78-146-4 | Bauernhaus     |
| Eschlbach 8 (Standort)  | Bauernhaus                            | Obergeschoss-Blockbau, Anfang 19. Jahrhundert, Dach später. Freistehender Taubenkobel im Hof.                    | D-2-78-146-5 | Bauernhaus     |
| Eschlbach 43 (Standort) | Katholische Filialkirche St. Leonhard | 1716 errichteter barocker Neubau; mit Ausstattung                                                                | D-2-78-146-3 | weitere Bilder |

### Fierlbrunn
| Lage                    | Objekt     | Beschreibung                                                                | Akten-Nr.    | Bild |
| ----------------------- | ---------- | --------------------------------------------------------------------------- | ------------ | ---- |
| Fierlbrunn 3 (Standort) | Bauernhaus | Obergeschoss-Blockbau mit Giebelschrot, Anfang 19. Jahrhundert, Dach später | D-2-78-146-6 | BW   |

### Haidersberg
| Lage                        | Objekt      | Beschreibung                                                                  | Akten-Nr.    | Bild        |
| --------------------------- | ----------- | ----------------------------------------------------------------------------- | ------------ | ----------- |
| Haidersberg 11 a (Standort) | Bauernhaus  | Zweigeschossiger Blockbau mit umlaufendem Balusterschrot, bezeichnet mit 1825 | D-2-78-146-7 | Bauernhaus  |
| Haidersberg 14 (Standort)   | Kapellenbau | 2. Hälfte 17. Jahrhundert                                                     | D-2-78-146-8 | Kapellenbau |

### Hailing
| Lage                                  | Objekt                                       | Beschreibung                                                           | Akten-Nr.     | Bild                               |
| ------------------------------------- | -------------------------------------------- | ---------------------------------------------------------------------- | ------------- | ---------------------------------- |
| Kobelweg 2 (Standort)                 | Wohnstallhaus eines Vierseithofes            | Obergeschoss zum Teil offener Blockbau, Kern 18./19. Jahrhundert       | D-2-78-146-11 | Wohnstallhaus eines Vierseithofes  |
| Von-Stinglhaimer-Straße 12 (Standort) | Katholische Filialkirche St. Pauli Bekehrung | Einheitlicher Neubau 1913 durch Heinrich Hauberrisser; mit Ausstattung | D-2-78-146-9  | weitere Bilder                     |
| Von-Stinglhaimer-Straße 21 (Standort) | Hierzu stattlicher Blockbau-Stadel           | Mit Steilsatteldach, 18./19. Jahrhundert                               | D-2-78-146-10 | Hierzu stattlicher Blockbau-Stadel |

### Hankofen
| Lage                          | Objekt                             | Beschreibung                                             | Akten-Nr.     | Bild           |
| ----------------------------- | ---------------------------------- | -------------------------------------------------------- | ------------- | -------------- |
| Kolbstraße 12 (Standort)      | Kleine Hofkapelle                  | Wohl 2. Hälfte 19. Jahrhundert; am südlichen Ortsausgang | D-2-78-146-12 | BW             |
| Sankt-Georg-Ring 3 (Standort) | Katholische Filialkirche St. Georg | Einheitlicher Bau, 1799; mit Ausstattung                 | D-2-78-146-13 | weitere Bilder |

### Hausmetting
| Lage                     | Objekt                            | Beschreibung                                | Akten-Nr.     | Bild        |
| ------------------------ | --------------------------------- | ------------------------------------------- | ------------- | ----------- |
| Hausmetting 1 (Standort) | Ortskapelle                       | 19. Jahrhundert                             | D-2-78-146-14 | Ortskapelle |
| Hausmetting 2 (Standort) | Hierzu stattlicher Blockbaustadel | Mit Steilsatteldach, Anfang 19. Jahrhundert | D-2-78-146-15 | BW          |

### Metting
| Lage                  | Objekt                                                          | Beschreibung                                                                     | Akten-Nr.     | Bild           |
| --------------------- | --------------------------------------------------------------- | -------------------------------------------------------------------------------- | ------------- | -------------- |
| Metting 7 (Standort)  | Katholische Filialkirche St. Johannes der Täufer und Evangelist | Spätgotisch 15. Jahrhundert, 1718 barockisiert; mit Ausstattung                  | D-2-78-146-16 | weitere Bilder |
| Metting 20 (Standort) | Hakenhof                                                        | Obergeschossblockbau mit Steilsatteldach und Traufschrot, Anfang 19. Jahrhundert | D-2-78-146-17 | BW             |

### Mundlfing
| Lage                         | Objekt                              | Beschreibung                                                          | Akten-Nr.     | Bild                                |
| ---------------------------- | ----------------------------------- | --------------------------------------------------------------------- | ------------- | ----------------------------------- |
| alte Haus-Nr. 101 (Standort) | Wohnbau eines Dreiseithofes         | Mit Stichbogenfenstern, am Seitenflügel Eckerker, bezeichnet mit 1859 | D-2-78-146-19 | BW                                  |
| In Mundlfing (Standort)      | Katholische Filialkirche St. Martin | Kleiner Bau um 1730; im Kern romanisch; mit Ausstattung               | D-2-78-146-20 | Katholische Filialkirche St. Martin |

### Niedersunzing
| Lage                      | Objekt                              | Beschreibung                                                  | Akten-Nr.     | Bild                                |
| ------------------------- | ----------------------------------- | ------------------------------------------------------------- | ------------- | ----------------------------------- |
| Martinsring 2 (Standort)  | Katholische Filialkirche St. Martin | Spätes 17. Jahrhundert, Turm 15. Jahrhundert; mit Ausstattung | D-2-78-146-21 | Katholische Filialkirche St. Martin |
| Martinsring 10 (Standort) | Hierzu Blockbaustadel               | Anfang 19. Jahrhundert                                        | D-2-78-146-22 | Hierzu Blockbaustadel               |

### Obersunzing
| Lage                      | Objekt                               | Beschreibung                                                               | Akten-Nr.     | Bild                                 |
| ------------------------- | ------------------------------------ | -------------------------------------------------------------------------- | ------------- | ------------------------------------ |
| Obersunzing 21 (Standort) | Kleinbauernhaus                      | Verputzter eingeschossiger Blockbau mit Giebelschrot, Kern 18. Jahrhundert | D-2-78-146-24 | Kleinbauernhaus                      |
| Obersunzing 35 (Standort) | Katholische Filialkirche St. Stephan | Einheitlicher barocker Neubau, 1723; mit Ausstattung                       | D-2-78-146-23 | Katholische Filialkirche St. Stephan |

### Oberwalting
| Lage                     | Objekt      | Beschreibung                              | Akten-Nr.     | Bild        |
| ------------------------ | ----------- | ----------------------------------------- | ------------- | ----------- |
| Oberwalting 1 (Standort) | Kapellenbau | Errichtet 1903 in gotisierendem Neubarock | D-2-78-146-25 | Kapellenbau |

### Schwimmbach
| Lage                            | Objekt                              | Beschreibung | Akten-Nr.     | Bild           |
| ------------------------------- | ----------------------------------- | --- | ------------- | -------------- |
| Leiblfinger Straße 8 (Standort) | Katholische Filialkirche St. Markus | Neubau von 1855; mit Ausstattung | D-2-78-146-26 | weitere Bilder |
| Leiblfinger Straße 10 ()        | Ehemaliges Wohnstallhaus            | Wohnteil als zweigeschossiger Blockbau mit flach geneigtem Satteldach, zweiseitigem Umlaufschrot und Giebelschrot, erhaltener Stallteil massiv in Ziegelbauweise, um 1850 mit älterem Kern, nach Westen einachsige Erweiterung unter Abschleppung, verputzter Ziegelbau, wohl 1. Hälfte 20. Jahrhundert | D-2-78-146-28 |                |

## Abgegangene Baudenkmäler
In diesem Abschnitt sind Objekte aufgeführt, die früher einmal in der Denkmalliste eingetragen waren, jetzt aber nicht mehr existieren, z. B. weil sie abgebrochen wurden. Aktennummern in diesem Abschnitt sind ehemalige, jetzt nicht mehr gültige Aktennummern.

| Lage                                 | Objekt    | Beschreibung | Akten-Nr.     | Bild      |
| ------------------------------------ | --------- | --- | ------------- | --------- |
| Siffelbrunn Siffelbrunn 1 (Standort) | Einzelhof | Wohnstallhaus, Obergeschoss-Blockbau mit umlaufendem Schrot, bezeichnet mit 1838. Das Haus wurde in Siffelbrunn abgetragen und im Ortsteil Hainsbach, Am Wirtsweg 6a der Stadt Geiselhöring neu aufgebaut. | D-2-78-146-27 | Einzelhof |